# 菜户营站
菜户营站是一个位于中国北京市丰台区太平桥街道丽泽商务区丽泽路，属于北京地铁14号线的地铁车站。因丽泽商务区站进场滞后，14号线分东、西两段运营，本站暂不开通。截至2021年5月，本站已累计完成设备、站厅、站台等区域75%装修面，整体装饰装修施工则于2021年8月完成，本站最终于2021年12月31日开通运营。

## 车站结构

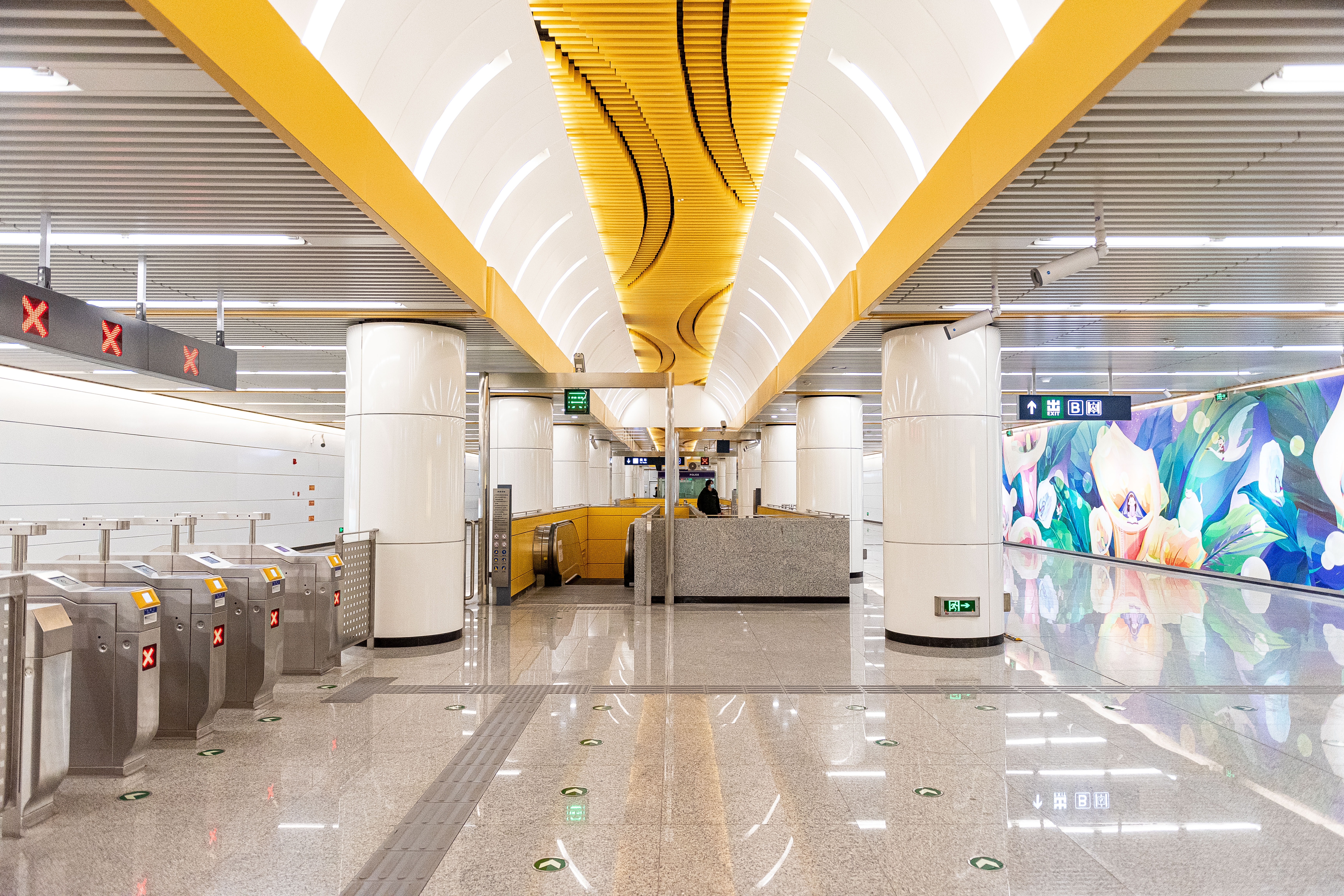
站厅

本站全长202.8米，为地下岛式车站，建筑面积11972.9平方米，自西向东分为明挖三层段、暗挖双层段、明挖三层段三部分。站厅层布置有壁画《童真花语》。
该站建设工程获得北京市建设委员会颁发的2015年度结构长城杯工程金质奖。
| 地面 | 街道               | A-B出入口                        |  |  |
| B1层 | 站厅               | 客务中心、自动售票机、进出站闸机 |  |  |
| B2层 |                    | █ 14号线 往张郭庄（丽泽商务区）  |  |  |
|      | 岛式站台，左侧开门 |                                  |  |  |
|      |                    | █ 14号线 往善各庄（西铁营）      |  |  |

## 出入口
本站设有2个出入口，其中A口位于丽泽路南侧，B口位于丽泽路北侧。
|                       |        |                  |      |            |
| 编号                  | 指示   | 建议前往的目的地 | 照片 | 无障碍设施 |
| 出口 · A              | 丽泽路 |                  |      | 不適用     |
| 出口 · B · 升降机标志 | 丽泽路 | 柳村路、盐城大厦 |      |            |
| 註： 設有             |        |                  |      |            |